# Preludi (música)
El mot preludi serveix per designar tipus molt diversos d'estructures de la música instrumental que tenen orígens comuns o semblants però que acaben tenint notables diferències.

## El preludi en la música instrumental del Barroc
Els primers exemples de preludis en la música instrumental del Barroc són passatges improvisats que s'interpretaven abans de l'execució de peces instrumentals, normalment suites de danses o d'altre tipus. Més tard, el preludi va ser compost juntament amb la resta de la composició instrumental a la qual preludiava, però mantenia aquest caràcter improvisatori que anava conjuntament amb una estructura no sotmesa a les formes establertes habituals i a un tractament igualment lliure dels temes i de les evolucions harmòniques i tonals. Són exemples notables de preludis de la música instrumental del barroc els que donen inici moltes suites de Johann Sebastian Bach o els preludis seguits de sengles fugues per a clavicèmbal que integren El clavecí ben temperat d'aquest mateix autor.

## El preludi com a gènere de la música instrumental solista del Romanticisme
En el classicisme, aquest caràcter lliure i allunyat del seguiment de patrons preestablerts i habituals que mostra el preludi va entrar en confrontació amb l'estima en què es tenia la composició subjecta a esquemes i patrons formals més aviat rígids que guiaven la feina creativa de l'autor i facilitaven el seguiment en l'audició als oients, com per exemple la forma sonata, de manera que no va ser una estructura gaire utilitzada.
En canvi, sí que va trobar un terreny propici en el Romanticisme i la seva recerca de formes d'expressió no sotmeses a patrons formals que poguessin ser un llast a l'expressió lliure. Així va néixer una nova forma musical denominada preludi, gairebé sempre per a piano sol, consistent en petites peces de curta durada, en un sol moviment, d'estructura lliure, i que no tenien cap voluntat descriptiva. Són especialment coneguts els de Chopin. Ja més enllà estrictament del romanticisme, continuaren aquesta tradició altres compositors com Debussy, Mompou, Rakhmàninov o Skriabin

## El preludi en la música escènica
En la música escènica, el preludi és un moviment orquestral que fa d'introducció a una òpera o, en general, a una composició de música escènica. No té una estructura formal que es pugui considerar l'habitual en els preludis, contràriament al que succeeix amb les obertures i sí que és habitual que hi apareguin, d'alguna manera o altra, els temes més importants i/o més fàcils de reconèixer de l'obra i que, més tard, apareixeran en la seva versió vocal.
El preludi es fa especialment habitual en l'òpera romàntica, a partir del moment en què la llibertat formal que requereix la forma d'expressió romàntica no encaixa amb els patrons formals rígids de l'obertura.
Els preludis de les òperes de Georges Bizet i dels drames musicals de Richard Wagner es compten entre els més populars.